# Otto Mølgaard Jakobsen
Otto Mølgaard Jakobsen er en dansk skuespiller og tegnefilmsdubber. 
Han har lagt stemme til flere serier, bl.a:
- Yallahrup Færgeby – Lille Knud
- Radiserne – Søren Brun og Thomas van Pelt
- Den lille julemand – Nicolas
- Små Einsteins – Leo.